# Satyrus styx
Satyrus styx är en fjärilsart som beskrevs av Reiss 1957. Satyrus styx ingår i släktet Satyrus och familjen praktfjärilar. Inga underarter finns listade.